# Verrucocladosporium roccellae
Verrucocladosporium roccellae är en svampart som beskrevs av U. Braun, Diederich & Heuchert 2009. Verrucocladosporium roccellae ingår i släktet Verrucocladosporium, ordningen Capnodiales, klassen Dothideomycetes, divisionen sporsäcksvampar och riket svampar.   Inga underarter finns listade i Catalogue of Life.